# IC 2305
IC 2305 је појединачна звијезда у сазвјежђу Рак која се налази на листи објеката дубоког неба у Индекс каталогу.
Деклинација објекта је + 19° 27' 10" а ректасцензија 8h 20m 40,2s.